# 吹田警察署
吹田警察署（すいたけいさつしょ）は、大阪府警察が管轄する警察署の一つである。

## 所在地
- 大阪府吹田市穂波町13番33号
  - 阪急千里線 吹田駅
  - JRおおさか東線 南吹田駅

## 管轄区域
- 吹田市（摂津警察署の管轄区域を除く）

## 沿革
- 1880年（明治13年） - 茨木警察署の吹田分署として設置される。
- 1926年（大正15年） - 茨木警察署から独立し、吹田警察署に昇格した。
- 1948年（昭和23年） - 旧警察法施行により吹田市警察が発足。吹田市警察署となる。
- 1954年（昭和29年）7月1日 - 新警察法施行により大阪府警察発足。大阪府吹田警察署となる。
- 2019年（令和元年）6月16日 - 吹田警察署千里山交番警察官襲撃事件が発生。

## 交番
- 江坂交番 - 吹田市江坂町一丁目19番41号
- 御旅町交番 - 吹田市東御旅町8番16号
- 片山町交番 - 吹田市片山町二丁目1番34号
- 岸辺駅前交番 - 吹田市岸部南一丁目15番1号
- 岸部交番 - 吹田市岸部中三丁目1番12号
- 北千里交番 - 吹田市古江台四丁目2番d3の201号
- 寿町交番 - 吹田市寿町二丁目2番4号
- 佐井寺交番 - 吹田市佐井寺一丁目11番20号
- 吹田駅前交番 - 吹田市朝日町4番1号
- 吹田千里丘交番 - 吹田市千里丘上3番1号
- 千里山交番 - 吹田市千里山西五丁目2番1号
- 天道町交番 - 吹田市天道町5番1号
- 豊津交番 - 吹田市垂水町二丁目2番40号
- 南吹田公園交番 - 吹田市南金田一丁目12番1号
- 南千里交番 - 吹田市津雲台一丁目1番d10の101号
- 山田交番 - 吹田市山田東一丁目14番8号
- 山田西交番 - 吹田市山田西二丁目10番10号